# Algyroides marchi
Espèce
Synonymes
- Algyroides hidalgoi Bosca, 1916

Statut de conservation UICN

 EN B1ab(iii,iv)+2ab(iii,iv) : En danger
Algyroides marchi est une espèce de sauriens de la famille des Lacertidae.

## Répartition

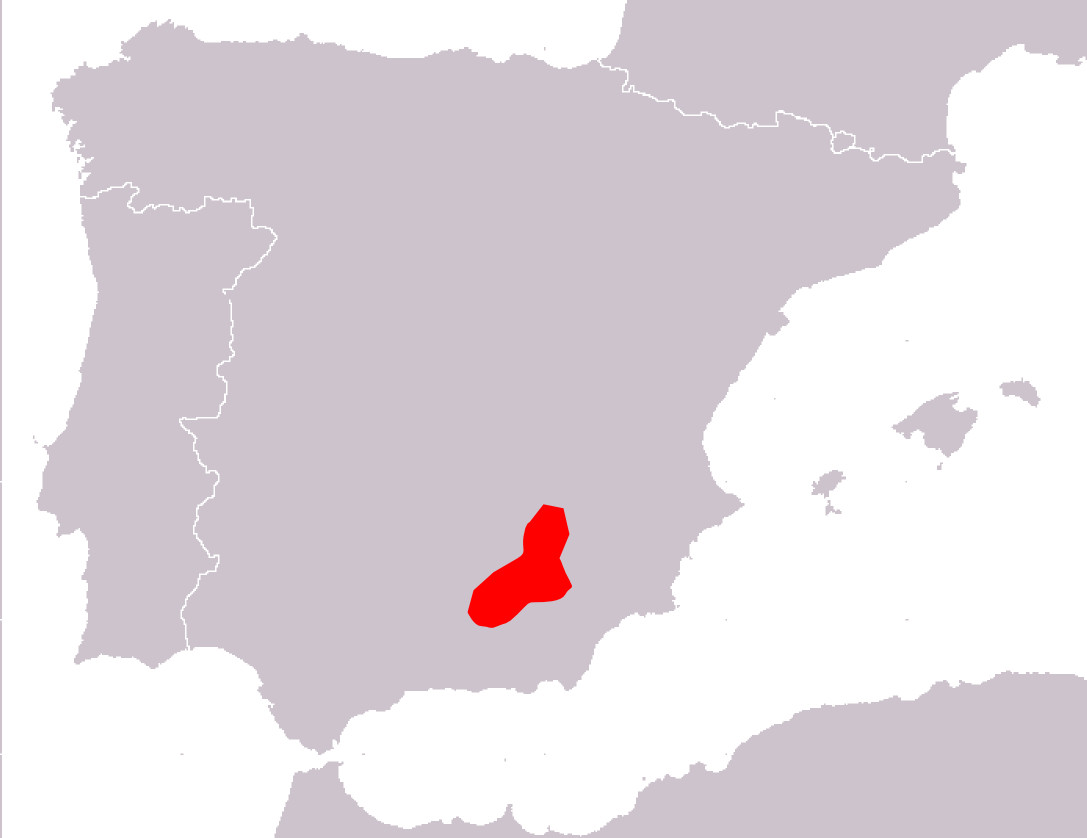
Répartition de l'espèce

Cette espèce est endémique du Sud-Est de l'Espagne. Elle se rencontre dans les sierras de Cazorla, de Segura et d'Alcaraz.

## Description
Ce lézard vit dans des zones montagneuses de forêts tempérées ou de rochers.

## Liste de sous-espèces
Selon The Reptile Database (8 décembre 2012) :
- Algyroides marchi niethammeri Buchholz, 1965
- Algyroides marchi marchi Valverde, 1958

## Étymologie
Cette espèce est nommée en l'honneur de Juan March Ordinas (1880–1962) et la sous-espèce en l'honneur de Günther Niethammer.

## Publications originales
- Buchholz, 1965 "1964" : Zur Kenntnis des Genus Algyroides (Reptilia: Lacertidae). Bonner Zoologische Beiträge vol. 15, p. 239-246 (intégral).
- Valverde, 1958 : Una nueva lagartija del género Algiroides Bribron procedente de la Sierra de Cazorla (Sur de España). Archivos del Instituto de Aclimatación de Almería, vol. 7, p. 127-134 (texte intégral).